# نیک میسن
نیک میسن (به انگلیسی: Nick Mason) از اعضای بنیان‌گذار و نوازندهٔ درامز گروه پراگرسیو راک پینک فلوید و تنها عضو این گروه است که در تمام سال‌های فعالیت پینک فلوید، با گروه همکاری داشته‌است. با وجود اینکه او نوشتن تعداد کمی از ترانه‌های پینک فلوید نقش داشته، در نویسندگی ترانه‌های محبوبی مانند «زمان» و «پژواک‌ها» نقش داشته‌است.
او در تعدادی مسابقات اتومبیل رانی از جمله «۲۴ ساعت لمان» به رقابت پرداخته‌است.
میسن زمانی که در رشتهٔ معماری دانشگاه وست‌مینستر تحصیل می‌کرد با راجر واترز و ریچارد رایت آشنا شد و در سال ۱۹۶۳ به عنوان درامر به گروه آن‌ها که سیگما ۶ نام داشت پیوست. نام گروه در سال بعد به د اسکریمینگ ابدبز تغییر یافت و بالاخره در سال ۱۹۶۵ به اتفاق سید بَرت-که کمی قبل‌تر به آن‌ها پیوسته بود- پینک فلوید را تشکیل دادند.

## ترانه‌شناسی

### به عنوان عضوی از ورزشهای ساختگی نیک میسن
- ورزش‌های ساختگی نیک میسن - ۳ می ۱۹۸۱

### همراه با ریک فن
- پروفایلز - ۲۹ ژوئیه ۱۹۸۵
- سفیدی چشم - ۱۹۸۷ (موسیقی متن فیلم)
- خرید با تانک - ۱۹۸۸ (موسیقی متن فیلم)